# Filippo Antonio Gualterio

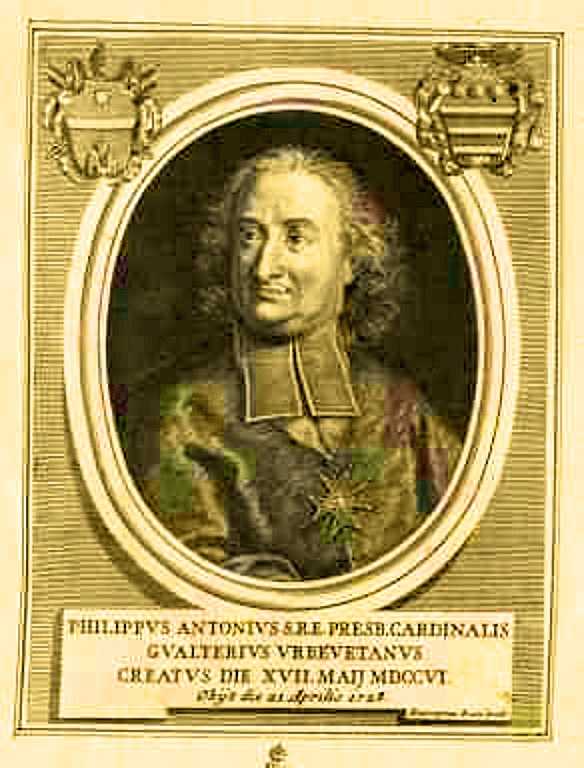
Filippo Antonio Kardinal Gualterio

Filippo Antonio Gualterio (* 24. März 1660 in Fermo; † 21. April 1728 in Rom; auch Filippo Antonio Gualteri) war päpstlicher Diplomat, Bischof und Kardinal.

## Leben
Filippo Antonio Gualterio, Sohn einer Adelsfamilie aus Orvieto, studierte in Fermo und war ab 1685 Gouverneur verschiedener Städte des Kirchenstaates. 1687 wurde er zudem an die Apostolische Signatur berufen. Papst Innozenz XII. ernannte ihn 1696 zum Vizelegaten in Avignon, was er bis Juli 1700 blieb.
Nach seiner Priesterweihe ernannte ihn Innozenz XII. am 30. März 1700 zum Titularerzbischof von Athenae. Die Bischofsweihe spendete ihm am 16. Mai desselben Jahres François de Maily, Erzbischof von Arles. Bereits im April 1700 war Gualterio zum Nuntius in Frankreich bestellt worden. Am 27. November 1701 ernannte ihn Papst Clemens XI. zum Bischof von Imola, wobei er den persönlichen Titel eines Erzbischofs führen durfte. 
Im Konsistorium vom 17. Mai 1706 nahm ihn Clemens XI. als Kardinalpriester von San Crisogono ins Kardinalskollegium auf und ernannte ihn im selben Jahr zum Protektor von Schottland. Außerdem wurde Kardinal Gualterio Päpstlicher Legat in der Romagna. 1709 wurde er zum Bischof von Todi ernannt. Diesen Bischofssitz behielt er bis 1714, als er zurücktrat und ihm sein Bruder Ludovico Anselmo Gualterio nachfolgte. Seit 1711 Protektor von England, trat der Kardinal in diplomatische Beziehungen mit dem jakobinischen Thronprätendenten Jakob III. Gualterio nahm am Konklave des Jahres 1721 teil, das Innozenz XIII. wählte, sowie am Konklave von 1724, in dem Benedikt XIII. gewählt wurde. Dieser wies ihm 1725 die Titelkirche Santa Cecilia und 1726 die Kirche Santa Prassede zu. 1715 wurde er zum Ehrenmitglied der Académie royale des inscriptions et belles-lettres in Paris gewählt. Kardinal Gualterio starb 1728 und wurde später in der Kathedrale von Orvieto beigesetzt.